# Asiatheriidae
Asiatheriidae — родина крейдяних метатерієвих підряду азіадельфієвих. Asiadelphia не мали помітного дистолатерального відростка на човноподібній кістці та мали більш тонку малогомілкову кістку. Жувальна ямка у цієї групи глибша, ніж у справжніх сумчастих.